# Crescentina modenese
Le crescentina modenese (aussi crescenta ou tigella, au pluriel : crescentine, crescente, tigelle) est un fin pain rond d'un diamètre de 10 centimètres produit dans les Apennins, dans la région de Modène en Émilie-Romagne, dans le nord de l'Italie.

## Étymologie
Les disques en terre cuite dans lesquels les crescentine étaient à l'origine cuits sont appelés tigelle. Le mot tigella est dérivé de tegella, diminutif de tegula qui, en latin vulgaire, veut dire couvercle, lui-même dérivé du verbe tegere (couvrir). Aujourd'hui, dans les plaines[Lesquelles ?] et dans le reste de l'Italie, les crescentine sont appelés métonymiquement de tigelle même si, selon les puristes, le seul nom correct reste crescentina, car ce terme est l'original et étymologiquement exact.
Pour renforcer le concept, l'écrivain local André Pini a écrit : « Dans une pizzeria, demanderiez-vous un four au lieu de la pizza ? Ou au fast-food une friteuse au lieu de frites ? Ou à votre grand-mère une casserole au lieu de la tarte ? » Dans le même dialecte local, il est dit depuis toujours « chersènt in t'al tigèli » (crescentine dans les tigelles — plaque de cuisson, pour réaffirmer le concept de différence).

## Histoire
Les crescentine sont fabriqués à partir de farine, d'eau, de sel et de levure et sont traditionnellement consommés remplis de cunza (it), une pâte à tartiner à base de saindoux de porc et aromatisée à l'ail et au romarin ou avec de la charcuterie, du sanglier, du lapin, du fromage, des vinaigrettes ou des tartinades sucrées. Le crescenta a longtemps été mangé à la maison ou apprécié dans les restaurants traditionnels des Apennins mais, au cours de la dernière décennie, certains fast-foods et des établissements proposant de la restauration rapide haut de gamme ont ajouté ce produit à leurs menus. Des pains similaires tels que la piadina, le borlengo, le gnocco fritto et le panigacci sont fabriqués dans les régions voisines.
À l'origine, les crescente étaient cuits entre des carreaux appelés tigelle, un terme dérivé d'un mot latin. Plus tard, le nom tigella a été utilisé pour le pain lui-même. De nos jours, les restaurants cuisent les crescente sur de plaques électriques, tandis que dans les maisons particulières, une casserole en aluminium spécialement conçue, la tigelliera (ou cottola) est utilisée sur une cuisinière à gaz.
Le crescentina a été labellisé en tant que produit agroalimentaire traditionnel par le ministère italien de l'Agriculture.

## Galerie

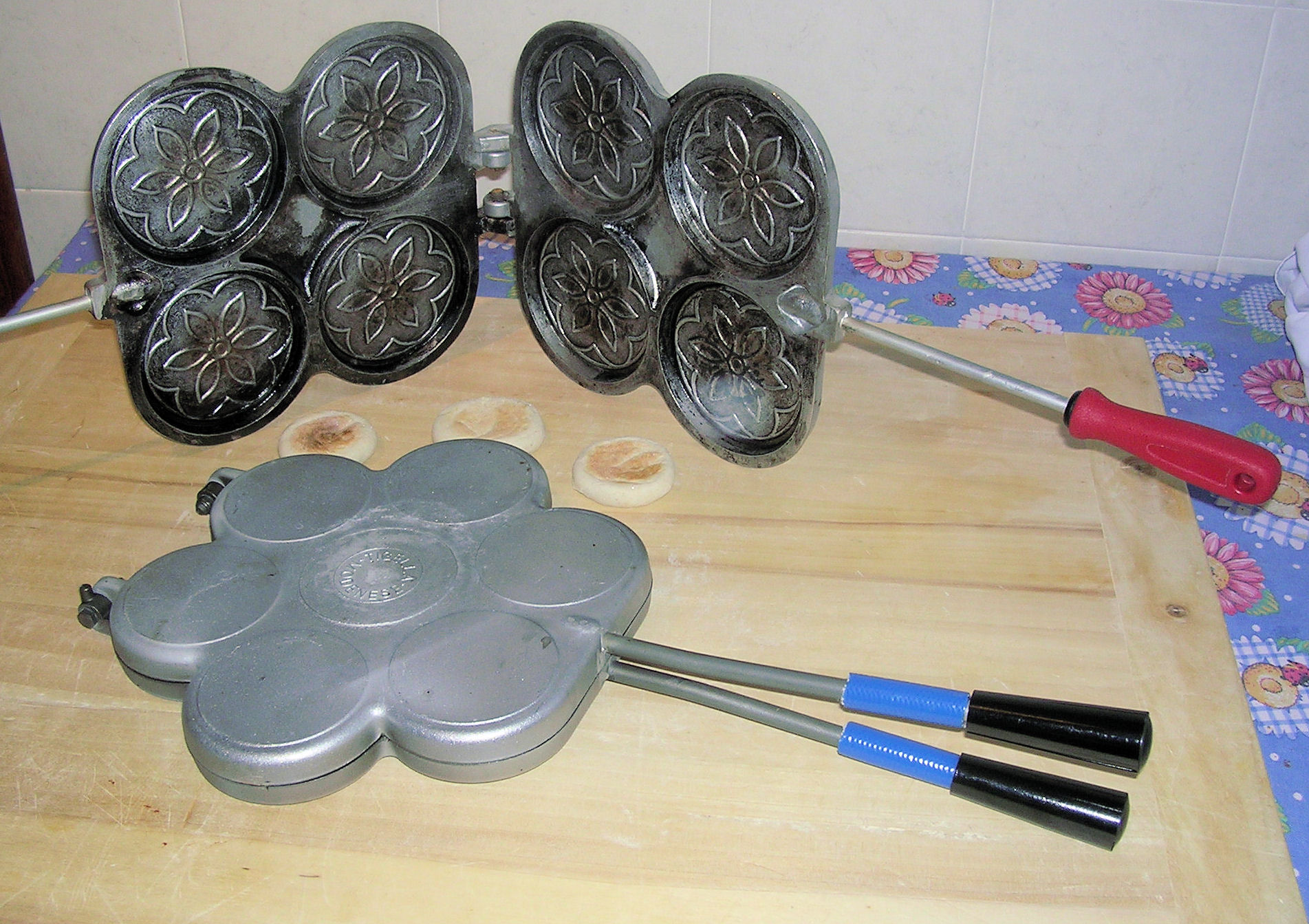
Tigelliera.
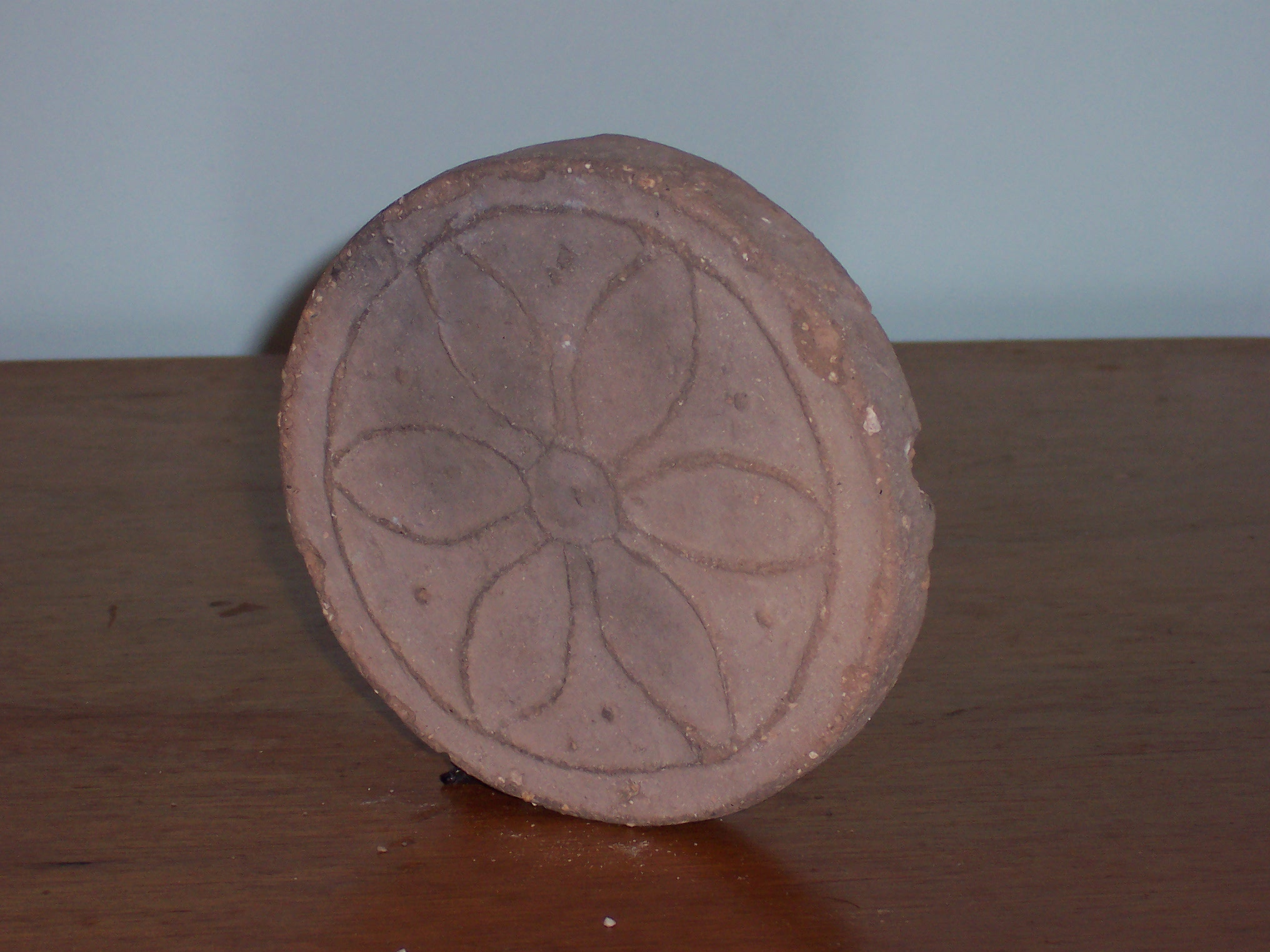
Tigella en terracotta.